# María González Veracruz
María González Veracruz (Múrcia, 11 de juliol de 1979) és una política espanyola del Partit Socialista Obrer Espanyol. És Secretària d'Estat de Telecomunicacions i infraestructures digitals des de 2022.

## Biografia
Amb tradició política familiar (el seu pare, Rafael González Tovar, va ser delegat del govern a la Regió de Múrcia), María González Veracruz va començar aviat la seva implicació en política i va formar part de les Joventuts Socialistes d'Espanya.
És llicenciada en bioquímica per la Universitat de Múrcia i grau de Llicenciada en recerca amb la tesina. Després de realitzar els cursos de doctorat, ha obtingut el Diploma d'Estudis Avançats en genètica després de quatre anys de treball en genètica molecular entre Leipzig (Alemanya), amb una beca Erasmus pràctiques, i la Universitat de Múrcia. Ha estat coautora en dos articles de recerca.
El 2003 va ser escollida secretaria general de la seva federació, Joventuts Socialistes de la Regió de Múrcia, càrrec que va revalidar per al període 2007-2009. Des de 2003 és membre de comissió executiva regional del PSOE a la Regió de Múrcia i membre del comitè federal del PSOE des de 2004. Diputada de l'Assemblea Regional de Múrcia des del 2007 fins al 2011.
La seva ascensió política va quedar patent quan José Luis Rodríguez Zapatero va comptar amb ella per al congrés socialista del 2008, pel qual lideraria una secretaria en l'executiva federal del PSOE, la secretaria d'Innovació i Noves Tecnologies que mantindria fins a 2012. A través d'aquesta secretaria s'han impulsat la llei de Ciència i Innovació, l'Estatut de l'Empresa Jove Innovadora i l'Estratègia Estatal d'Innovació, la llei d'Economia Sostenible, entre altres projectes d'innovació.
Diputada des de la X legislatura d'Espanya, després del Congrés del PSOE de febrer de 2012 va ser triada secretària de Participació, Xarxes i Innovació de la direcció federal del partit.